# Дуган, Анхель
Анхель Серафин Сериче Дуган (исп. Ángel Serafín Seriche Dougan; род. 1946) — экваториальный-гвинейский политик, премьер-министр Экваториальной Гвинеи с 1 апреля 1996 по 4 марта 2001 года, его сменил Кандидо Муатетема Ривас.
Начиная с 2000 года правительство Дугана подвергалось серьёзной критике со стороны парламентского большинства в связи с обвинениями в коррупции. Это привело к тому, что было описано как «институциональный кризис», и Дуган подал в отставку 23 февраля 2001 года. 26 февраля Президент Теодоро Обианг Нгема назначил Кандиду Муатетему Риваса своим преемником.
В настоящее время он является членом Сената Экваториальной Гвинеи, а с 2018 года также является вице-президентом этой палаты.